# DNB Bank
DNB Bank (DNB of DNB ASA en voorheen DnB NOR ASA) is een commerciële bank en de grootste financiële instelling in Noorwegen.
DNB Bank ASA werd opgericht op 4 december 2003 na een fusie van Den Norske Bank (DnB) en Gjensidige NOR. Aanvankelijk gingen de twee samen onder de naam DnB NOR. In november 2011 werd de naam gewijzigd in DNB.
DNB Bank is de grootste bank van het land en heeft een kwart van de Noorse markt in handen wat spaargelden en leningen betreft. Het telde in 2021 zo'n 231.000 zakelijke klanten en 2,1 miljoen particuliere rekeninghouders. Het bedrijfsonderdeel DNB Asset Management had NOK 865 miljard aan vermogen onder beheer, dit is ongeveer 38% van de nationale markt. In 2021 was twee derde van de totale inkomsten rente gerelateerd.
De aandelen staan genoteerd aan de Euronext Oslo Børs. Het is na Equinor het grootste bedrijf genoteerd op deze beurs gemeten naar de marktkapitalisatie en het aandeel maakt ook deel uit van de OBX Index. De belangrijkste aandeelhouder van de bank is de Noorse staat, het ministerie van Handel en Industrie heeft 34% van de aandelen in handen. De op één na grootste aandeelhouder is Sparebankstiftelsen DNB met een belang van 8%.